# Cool Hipnoise
Cool Hipnoise ist eine portugiesische Band, die verschiedene Stile wie Reggae, Soul, Funk, Afrobeat und Hip-Hop mischt.

## Werdegang
Die Band wurde 1994 von Tiago Santos (Git.), João Gomes (Keyboards), Paulo Muiños (Sax.), Nuno Reis (Trompete), Francisco Rebelo (Bass) und Melo D (Gesang) gegründet.
Erstmals machen Tiago Santos (Gitarre) und Francisco Rebelo (Bass) im Februar 1994 bei Jazzkursen im Hot Club de Portugal in Lissabon zusammen Musik. Zusammen mit 3 anderen Kursteilnehmern, João Gomes (Keyboards), Paulo Muiños (Sax.), Nuno Reis (Trompete), teilen sie ihre musikalischen Vorlieben und ihre Neugier auf andere Musikstile und gründen die Band. Nach Monaten des Zusammenspiels und der Jamsessions mit verschiedenen befreundeten Rappern nehmen sie Melo D. in die Band als Sänger auf. Es entstehen die ersten eigenen Stücke. Zu der Zeit begann sich eine blühende Hip-Hop-Szene im Großraum Lissabon zu entwickeln, und Cool Hipnoise fühlen sich ihr im weiteren Sinn verbunden und integrieren ähnliche Einflüsse. Sie orientieren sich an Jazz und Hip-Hop gleichermaßen und entwickeln so eigene Soundmuster.
Waren sie anfangs noch eine Hip-Hop-beeinflusste Acid-Jazz-Gruppe, so kamen nach und nach mehr Stileinflüsse hinzu, aus Soul, Funk und afrikanischen und brasilianischen Musikstilen. Besonders nach ihrer Ausrichtung auf mehr Dub-Elemente entwickelten sie einen Sound, der ihnen eine höhere Aufmerksamkeit und internationale Anerkennung brachte. Melo D verließ die Band 2000 und schlug eine Solokarriere ein.
Die Band ist seit ihrem Beginn recht stark international ausgerichtet. Bereits ihr Debüt-Album von 1995 hat der Brite Luke Williamson (Big Chees All Stars) produziert, die folgenden der Deutsche Ralf Droesemeyer (Agogo Records) und der Brite Nick Manasseh. Neben vielen internationalen DJs haben sie auch schon mit den Last Poets aufgenommen. Sie absolvierten Spanien-Touren und fanden nachhaltige Beachtung in Frankreich. Auch haben sie Videos in Angola aufgenommen und sich engagiert bei einer erfolgreichen, auch international beachteten Kampagne gegen Vorurteile gegenüber geistig Behinderten.
In Deutschland sind Aufnahmen von ihnen auf dem Select Cuts-Label im damaligen EFA-Vertrieb erschienen.
In den letzten Jahren sind sie etwas weniger aktiv, steuern aber immer wieder Beiträge zu Projekten wie etwa dem José-Afonso-Tribute-Sampler Reintervenção von 2011 bei.
Santos, Rebelo und Gomes führen daneben mit Spaceboys ein anderes Bandprojekt, das sich elektronischeren Spielarten ihrer Musik widmet. Rebelo und Gomes sind zudem Musiker bei der Soul/Trip-Hop-Band Orelha Negra.

## Diskografie
- 1995 – Nascer do soul
- 1997 – Missão Groove
- 1998 – Missão Groove (Special Edition)
- 2000 – Música Exótica para filmes, rádio e televisão
- 2001 – Exótica part II and other versions
- 2003 – Groove Junkies (1995–2003)
- 2006 – Cool Hipnoise